# Турист СССР

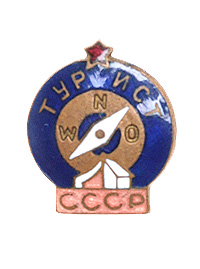
Значок «Турист СССР»

«Турист СССР» — звание в СССР и соответствующий ему нагрудный знак отличия. Знак выдавался после сдачи норм и прохождения спортивного туристского путешествия. Первый символ приобщения к туризму, утверждённый 26 марта 1939 года Всесоюзным комитетом по делам физкультуры и спорта при Совете народных комиссаров СССР.

## История
В 1935 году президиум Центрального совета Общества пролетарского туризма и экскурсий (ОПТиЭ) вынес решение об учреждении значка.

### Положение от 1935 года
Получение значка «Турист СССР» должно было давать право членам ОПТиЭ называться «туристами», для получения которого было необходимо: сдать нормы на значок «ГТО»; совершить туристское путешествие в течение шести и более суток; уметь читать карту, ориентироваться по ней, по компасу, солнцу, звёздам, по местным предметам, уметь организовать бивак (установить палатку), разжечь костёр, приготовить пищу; знать правильный режим движения, отдыха, питания и питья; знать свой родной край; иметь элементарные знания по географии и геологии; уметь составлять отчёт о своём путешествии.
Но в период существования ОПТиЭ дело не было доведено до конца, и новое положение о значке разработали только через 4 года в Туристско-экскурсионном управлении ВЦСПС.

### Положении от 17 марта 1939 года

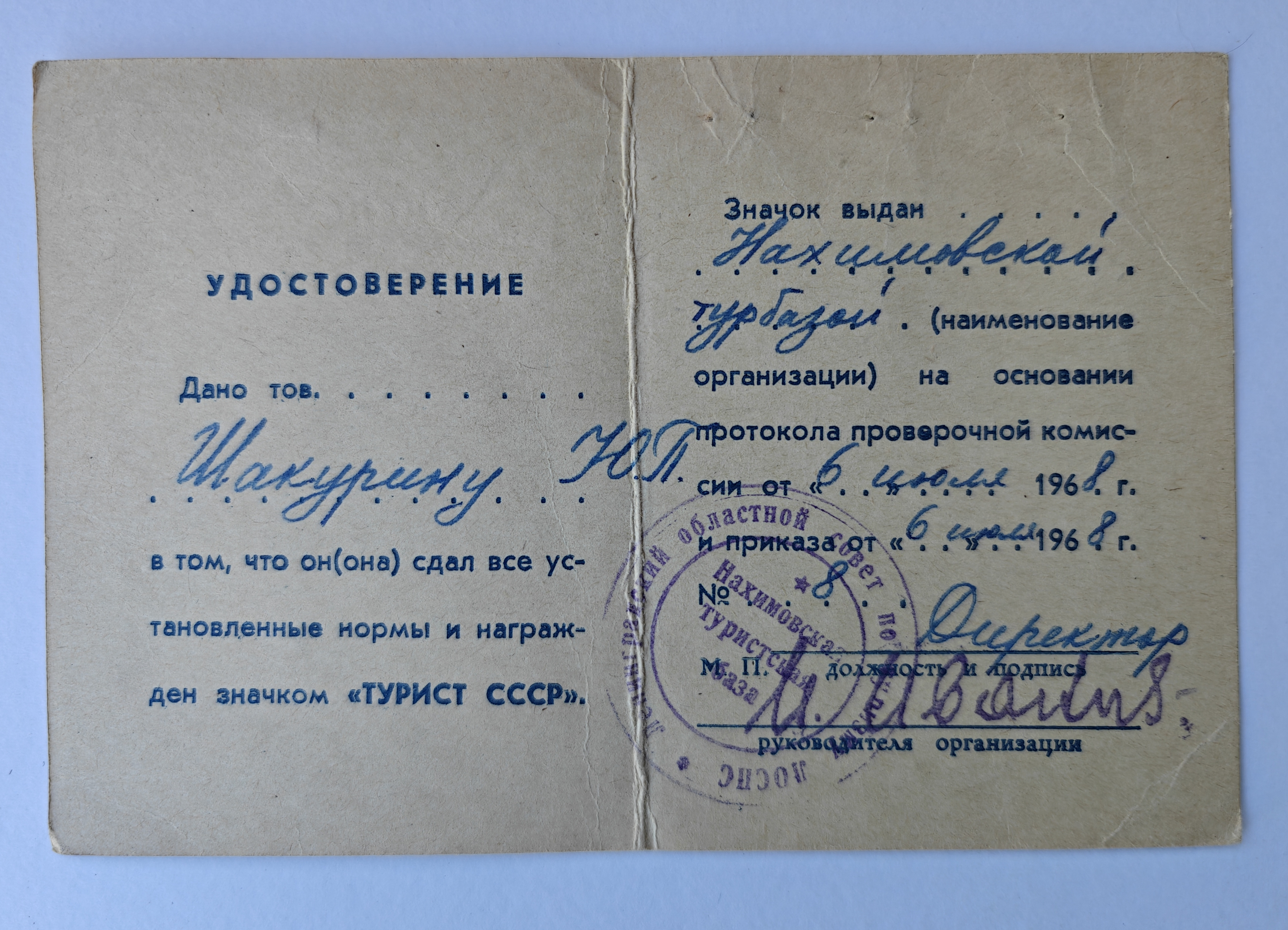
Удостоверение к значку

Значок мог быть выдан всем гражданам СССР, достигшим 18-летнего возраста, имеющим двухлетний туристский стаж и прошедшим не менее 2—3 (в зависимости от трудности) путешествий. Кроме того, туристы должны были представить не менее одного отчёта о путешествии и иметь теоретические и практические знания по туризму в объёме специальной программы. Программа требований и норм была опубликована в пятом номере журнала «На суше и на море» за 1939 год.
Программа предусматривала наличие следующих знаний: чтение карты и умение ориентироваться как по карте, так и по местным предметам; умение выбирать место для бивака; поставить палатку и сделать шалаш, развести костёр и приготовить на костре пищу. Надо также знать режим путешествия, гигиену туриста в пути, элементы медицинского самоконтроля, первую помощь в пути. Нужны элементарные знания по геологии, ботанике, зоологии и метеорологии.
Кроме того, необходимо иметь знания по виду туризма, который был избран туристом при совершении путешествия:
- Туристы-водники должны знать основные препятствия, встречающиеся на реках, их характеристику и способы преодоления; устройство судна; парусное дело; греблю и гребное устройство; судовую практику; организацию и режим водного путешествия; спасательное дело; плавание.
- Туристы-пешеходники должны быть знакомы со снаряжением, техникой передвижения, гигиеной марша, проведением спасательных работ, организацией и режимом путешествия.
- Туристы-велосипедисты обязаны знать классификацию дорог, устройство велосипеда, технику езды на велосипеде, порядок организации и режим путешествия.
- Туристы-лыжники должны знать снаряжения, технику передвижения, проведение спасательных работ, порядок организация и режима путешествия.

26 марта 1939 года Всесоюзный комитет по делам физкультуры и спорта при Совете народных комиссаров СССР утвердил положение о значке туриста.
Первые значки «Турист СССР» были вручены на 5-м слёте московских туристов на Боровском кургане в июне 1939 года тридцати шести туристам-активистам.

### «Юный турист СССР»

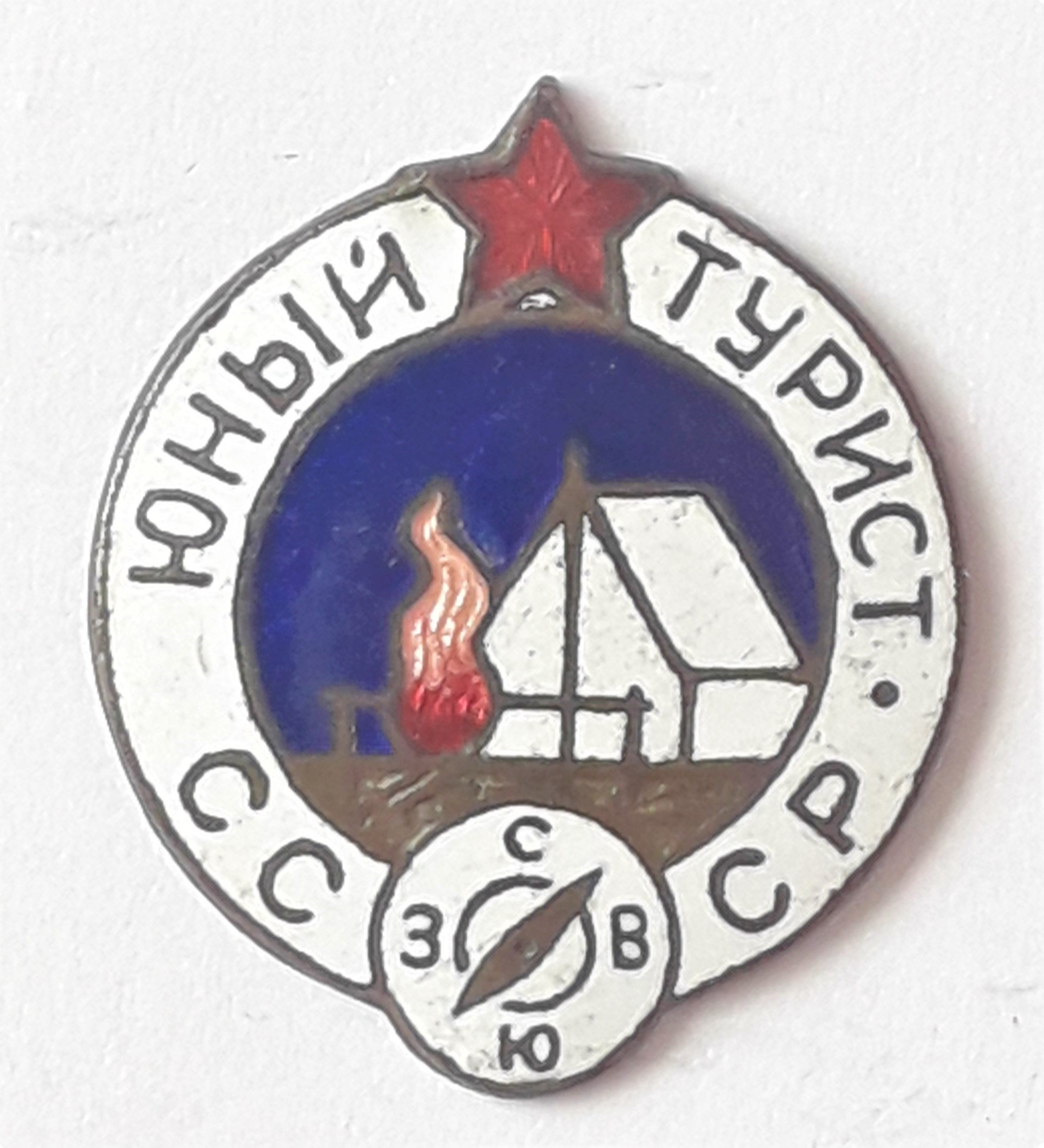
Значок «Юный турист СССР»

Значок «Юный турист СССР» образца 1954 года был учреждён 10 апреля 1954 года постановлением Бюро ЦК ВЛКСМ, которым награждали пионеров 5—7-х классов, выполнивших соответствующие требования:
- научиться ориентироваться на местности по карте и без карты, с компасом и без компаса, по солнцу, по часам, по местным приметам;
- знать правила передвижения по закрытой пересечённой местности;
- быть знакомым с дорожными и топографическими знаками, уметь читать следы;
- уметь одеваться, обуваться и снаряжаться для похода в зависимости от сезона, длительности похода и способа передвижения, научиться преодолевать естественные препятствия в пути (рвы, ручьи, речки, овраги);
- научиться выбирать место для привала, оборудовать его простейшим укрытием для ночлега, уметь разжечь костёр, приготовить пищу;
- знать правила поведения в походе, уметь оказать первую медицинскую помощь.

К сдаче нормативов на значок «Юный турист» допускались ребята, достигшие 10-и лет. Для этого ребята должны совершить 4 похода с одним ночлегом в полевых условиях общей протяженностью 48 км, совет дружины выносил соответствующее решение и выдавал значки.

## Современность
После распада Советского Союза и упразднения советских спортивных систем культуры и спорта выдача значков также прекратилась. В настоящий момент в России существует значок Турист России, выдаваемый Федерацией спортивного туризма России.